# Mistrovství světa v pozemním hokeji mužů
Mistrovství světa v pozemním hokeji mužů se poprvé hrálo 1971 a od té doby se až do roku 1975 konalo každé 2 roky. Další mistrovství světa se pak konalo v roce 1978 a od té doby až dodnes se koná každé 4 roky. Nejúspěšnější zemí v historii mistrovství světa v pozemním hokeji mužů je Pákistán se 4 mistrovskými tituly. Od roku 2003 se také každé 4 roky koná halové mistrovství světa v pozemním hokeji mužů a zde je zatím nejúspěšnější zemí Německo, které vyhrálo všechny tři dosavadní mistrovství.

## Venkovní mistrovství světa v pozemním hokeji mužů

### Přehled medailistů
| Rok     | Místo                  | Zlatá medaile | Stříbrná medaile | Bronzová medaile | Umístění ČSSR/Česka |
| ------- | ---------------------- | ------------- | ---------------- | ---------------- | ------------------- |
| MS 1971 | Barcelona              | Pákistán      | Španělsko        | Indie            | Bez české účasti    |
| MS 1973 | Amsterdam              | Nizozemsko    | Indie            | SRN              | Bez české účasti    |
| MS 1975 | Kuala Lumpur           | Indie         | Pákistán         | SRN              | Bez české účasti    |
| MS 1978 | Buenos Aires           | Pákistán      | Nizozemsko       | Austrálie        | Bez české účasti    |
| MS 1982 | Bombaj                 | Pákistán      | SRN              | Austrálie        | Bez české účasti    |
| MS 1986 | Londýn                 | Austrálie     | Anglie           | SRN              | Bez české účasti    |
| MS 1990 | Láhaur                 | Nizozemsko    | Pákistán         | Austrálie        | Bez české účasti    |
| MS 1994 | Sydney                 | Pákistán      | Nizozemsko       | Austrálie        | Bez české účasti    |
| MS 1998 | Utrecht                | Nizozemsko    | Španělsko        | Německo          | Bez české účasti    |
| MS 2002 | Kuala Lumpur           | Německo       | Austrálie        | Nizozemsko       | Bez české účasti    |
| MS 2006 | Mönchengladbach        | Německo       | Austrálie        | Španělsko        | Bez české účasti    |
| MS 2010 | Nové Dillí             | Austrálie     | Německo          | Nizozemsko       | Bez české účasti    |
| MS 2014 | Haag                   | Austrálie     | Nizozemsko       | Argentina        | Bez české účasti    |
| MS 2018 | Bhuvanéšvar            | Belgie        | Nizozemsko       | Austrálie        | Bez české účasti    |
| MS 2023 | Bhuvanéšvar a Rourkela | Německo       | Belgie           | Nizozemsko       | Bez české účasti    |
| MS 2026 | Wavre a Amstelveen     |               |                  |                  |                     |

### Historické pořadí podle medailí
| №  | Země       | Zlatá medaile | Stříbrná medaile | Bronzová medaile | Celkem |
| 1. | Pákistán   | 4             | 2                | 0                | 6      |
| 2. | Nizozemsko | 3             | 4                | 3                | 10     |
| 3. | Austrálie  | 3             | 2                | 5                | 10     |
| 4. | Německo    | 3             | 2                | 4                | 9      |
| 5. | Indie      | 1             | 1                | 1                | 3      |
| 6. | Belgie     | 1             | 1                | 0                | 2      |
| 7. | Španělsko  | 0             | 2                | 1                | 3      |
| 8. | Anglie     | 0             | 1                | 0                | 1      |

## Halové mistrovství světa v pozemním hokeji mužů

### Přehled medailistů
| Rok     | Místo    | Zlatá medaile                       | Stříbrná medaile                    | Bronzová medaile                    | Umístění Česka                      |
| ------- | -------- | ----------------------------------- | ----------------------------------- | ----------------------------------- | ----------------------------------- |
| MS 2003 | Lipsko   | Německo                             | Polsko                              | Francie                             | 8. místo                            |
| MS 2007 | Vídeň    | Německo                             | Polsko                              | Španělsko                           | 4. místo                            |
| MS 2011 | Poznaň   | Německo                             | Polsko                              | Rakousko                            | 8. místo                            |
| MS 2015 | Lipsko   | Nizozemsko                          | Rakousko                            | Německo                             | 9. místo                            |
| MS 2018 | Berlín   | Rakousko                            | Německo                             | Írán                                | 5. místo                            |
| MS 2022 | Lutych   | Zrušeno z důvodu pandemie Covid-19. | Zrušeno z důvodu pandemie Covid-19. | Zrušeno z důvodu pandemie Covid-19. | Zrušeno z důvodu pandemie Covid-19. |
| MS 2023 | Pretorie | Rakousko                            | Nizozemsko                          | Írán                                | 9. místo                            |
| MS 2025 | Poreč    |                                     |                                     |                                     |                                     |

### Historické pořadí podle medailí
| №  | Země       | Zlatá medaile | Stříbrná medaile | Bronzová medaile | Celkem |
| 1. | Německo    | 3             | 1                | 1                | 4      |
| 2. | Rakousko   | 2             | 1                | 1                | 4      |
| 3. | Nizozemsko | 1             | 1                | 0                | 2      |
| 4. | Polsko     | 0             | 3                | 0                | 3      |
| 5. | Írán       | 0             | 0                | 2                | 2      |
| 6. | Francie    | 0             | 0                | 1                | 1      |

| Země                   | 2003             | 2007             | 2011             | 2015             | 2018             | 2023             | 2025 | Celkem účastí |
| ---------------------- | ---------------- | ---------------- | ---------------- | ---------------- | ---------------- | ---------------- | ---- | ------------- |
| Argentina              | –                | –                | –                | –                | –                | 7.               |      | 1             |
| Austrálie              | 8.               | 8.               | 7.               | 10.              | 4.               | 11.              |      | 6             |
| Rakousko               | –                | 6.               | Bronzová medaile | Stříbrná medaile | Zlatá medaile    | Zlatá medaile    |      | 5             |
| Belgie                 | –                | –                | –                | –                | 7.               | 5.               |      | 2             |
| Kanada                 | 6.               | 7.               | 10.              | 12.              | –                | –                | –    | 4             |
| Chorvatsko             | –                | –                | –                | –                | –                | –                |      | 0             |
| Česko                  | 7.               | 4.               | 8.               | 9.               | 5.               | 9.               | –    | 6             |
| Anglie                 | –                | –                | 6.               | –                | –                | –                | –    | 1             |
| Francie                | Bronzová medaile | –                | –                | –                | –                | –                | –    | 1             |
| Německo                | Zlatá medaile    | Zlatá medaile    | Zlatá medaile    | Bronzová medaile | Stříbrná medaile | –                |      | 5             |
| Írán                   | –                | –                | 9.               | 4.               | Bronzová medaile | Bronzová medaile |      | 4             |
| Itálie                 | –                | 10.              | –                | –                | –                | –                | –    | 1             |
| Kazachstán             | –                | –                | –                | –                | 12.              | 10.              | –    | 2             |
| Malajsie               | –                | –                | –                | –                | –                | –                |      | 0             |
| Namibie                | –                | –                | 12.              | –                | –                | 8.               |      | 2             |
| Nizozemsko             | 5.               | –                | 5.               | Zlatá medaile    | –                | Stříbrná medaile | –    | 4             |
| Nový Zéland            | 12.              | –                | –                | –                | –                | 12.              |      | 2             |
| Polsko                 | Stříbrná medaile | Stříbrná medaile | Stříbrná medaile | 7.               | 6.               | –                |      | 5             |
| Rusko                  | 9.               | 5.               | 4.               | 5.               | 9.               | –                | –    | 5             |
| Jižní Afrika           | 10.              | 11.              | –                | 11.              | 11.              | 6.               |      | 5             |
| Španělsko              | –                | Bronzová medaile | –                | –                | –                | –                | –    | 1             |
| Švédsko                | –                | –                | –                | 6.               | –                | –                | –    | 1             |
| Švýcarsko              | 4.               | 9.               | –                | 8.               | 8.               | –                | –    | 4             |
| Trinidad a Tobago      | –                | 12.              | –                | –                | 10.              | –                |      | 2             |
| Spojené státy americké | 11.              | –                | 11.              | –                | –                | 4.               | –    | 3             |